# Gymnocanthus intermedius
Gymnocanthus intermedius és una espècie de peix pertanyent a la família dels còtids.

## Descripció
- Fa 23 cm de llargària màxima.[6][7]

## Hàbitat
És un peix marí, demersal i de clima temperat que viu entre 15 i 256 m de fondària.

## Distribució geogràfica
Es troba al Pacífic nord-occidental: des de les prefectures d'Iwate i Ishikawa (el Japó) fins al nord del mar del Japó.

## Observacions
És inofensiu per als humans.